# Hugh Courtenay, 18. Earl of Devon

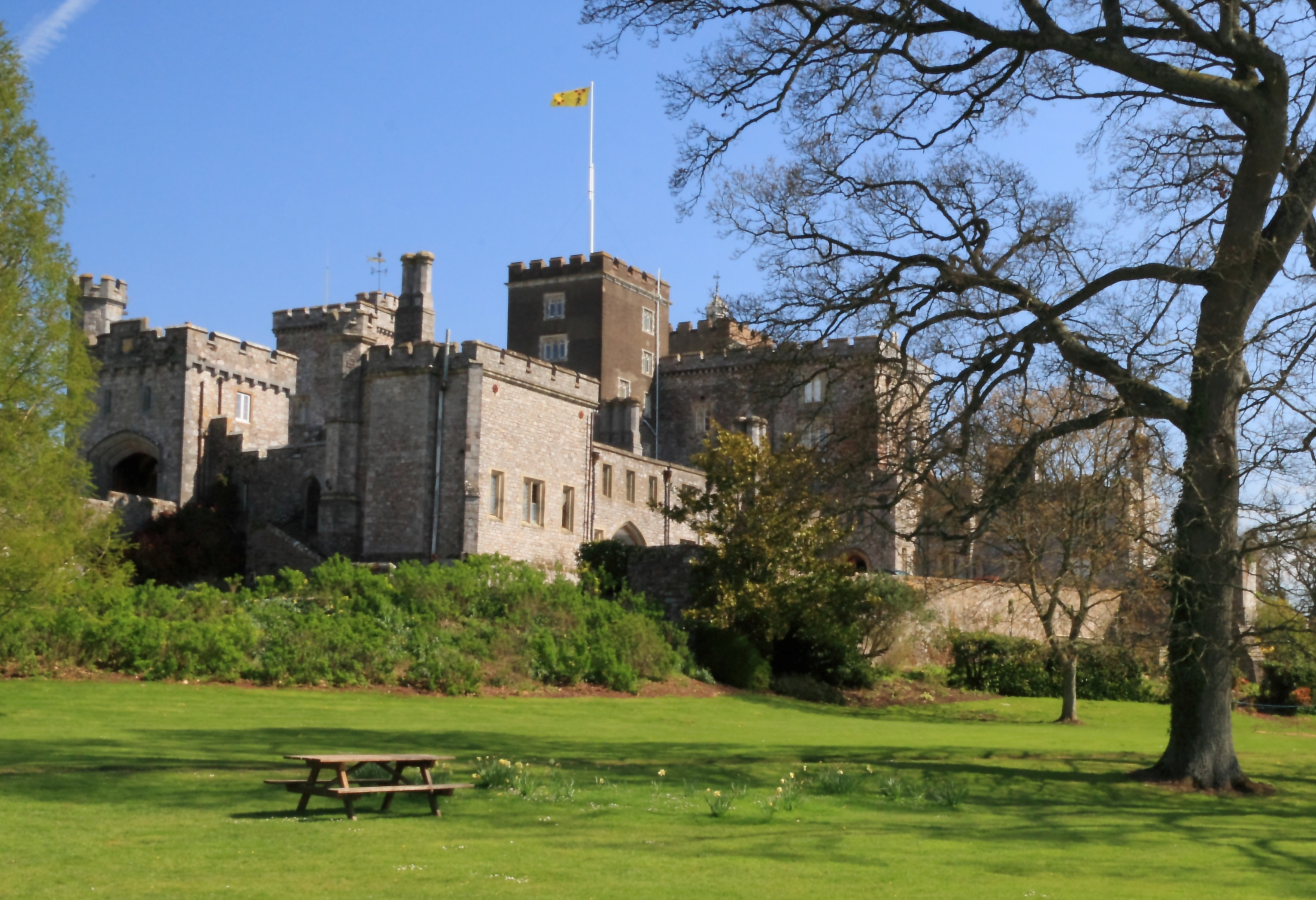
Powderham Castle, Stammsitz der Earls of Devon

Wappen des Earl of Devon

Hugh Rupert Courtenay, 18. Earl of Devon (* 5. Mai 1942 auf Powderham Castle, Devon; † 18. August 2015 ebenda) war ein britischer Peer. Er war vom 19. November 1998 bis zum Inkrafttreten des House of Lords Act 1999 am 11. November 1999 als Crossbencher ein Mitglied des House of Lords.

## Karriere
Er war der Sohn von Charles Courtenay, 17. Earl of Devon (1916–1998) und Lady Devon (geborene Venetia Taylor). Er ging aufs Winchester College und schloss 1964 sein Studium am Magdalene College der Cambridge University als Bachelor of Arts ab. Bis er 1998 seinen Vater als 18. Earl of Devon beerbte, führte er den Höflichkeitstitel Lord Courtenay. Er wurde 1972 Captain bei der Royal Devon Yeomanry und 1992 Deputy Lieutenant of Devon.
Er führte den Familiensitz, Powderham Castle, und war ein Associate of the Royal Institution of Chartered Surveyors (A.R.I.C.S.). 2008 bekam er seine Lizenz für Hochzeiten und andere Zivilzeremonien im Powderham Castle durch den Devon County Council entzogen, nachdem er die Nutzung seiner Räumlichkeiten für eine Eingetragene Partnerschaft einer gleichgeschlechtlichen Beziehung unter Missachtung des Equality Act 2006 untersagt hatte.

## Familie
Am 9. September 1967 heiratete er Dianna Frances Watherston. Sie ist Schirmherrin der Helen Foundation in Devon. Er hatte mit ihr vier Kinder:
- Lady Rebecca Eildon Courtenay (* 1969) ⚭ Jeremy Lloyd Wharton. Drei Töchter: Alice Lucinda Wharton (* 1998), Emilia Rose Wharton (* 1999) and Tatiana Elizabeth Wharton (* 2002).
- Lady Eleonora Venetia Courtenay (* 1971) ⚭ Edward Robert Hamilton Clarkson.
- Lady Camilla Mary Courtenay (* 1974).
- Charles Peregrine Courtenay, 19. Earl of Devon (* 1975) ⚭ Allison Joy Langer.

Hugh Courtenay starb am 18. August 2015 im Alter von 73 Jahren. Sein einziger Sohn Charles erbte seinen Titel.